# Episodi di Sleeper Cell (prima stagione)
La prima stagione della serie televisiva Sleeper Cell è andata in onda negli Stati Uniti dal 4 dicembre al 18 dicembre 2005 su Showtime.
In Italia la serie è stata trasmessa dal 2 ottobre 2007 al 4 dicembre 2007 dal canale satellitare AXN.
| nº | Titolo originale | Titolo italiano        | Prima TV USA     | Prima TV Italia  |
| -- | ---------------- | ---------------------- | ---------------- | ---------------- |
| 1  | Al-Faitha        | Sotto copertura        | 4 dicembre 2005  | 2 ottobre 2007   |
| 2  | Target           | Cambio di programma    | 5 dicembre 2005  | 9 ottobre 2007   |
| 3  | Money            | Nuovi accordi          | 6 dicembre 2005  | 16 ottobre 2007  |
| 4  | Scholar          | Il discepolo           | 7 dicembre 2005  | 23 ottobre 2007  |
| 5  | Soldier          | Il posto ideale        | 11 dicembre 2005 | 30 ottobre 2007  |
| 6  | Family           | Famiglia               | 12 dicembre 2005 | 6 novembre 2007  |
| 7  | Immigrant        | Un addio               | 13 dicembre 2005 | 13 novembre 2007 |
| 8  | Intramural       | Immagini incrociate    | 14 dicembre 2005 | 20 novembre 2007 |
| 9  | Hijack           | L'ultima notte         | 18 dicembre 2005 | 27 novembre 2007 |
| 10 | Youmud Din       | Il giorno del giudizio | 18 dicembre 2005 | 4 dicembre 2007  |